# Clayton (Manchester)
 For alternative betydninger, se Clayton. (Se også artikler, som begynder med Clayton)
Clayton er en forstad til byen Manchester i det norvestlige England. Forstaden Clayton er beliggende ca. 5 km. øst fra byens centrum. Navnet Clayton kommer fra Clayton-familien, der ejede store områder i forstaden. Der ligger desuden en kirke ved navn Church of St Cross i forstaden. Den blev bygget i det 19. århundrede. 
Clayton var hjemsted for Manchester United F.C. i 17 år, fra 1893 til 1910. 